# Brenda Eisler
Brenda Lee Eisler, po mężu Lee (ur. 16 października 1951 w Calgary) – kanadyjska lekkoatletka, specjalistka skoku w dal, mistrzyni igrzysk panamerykańskich i medalistka igrzysk Brytyjskiej Wspólnoty Narodów, olimpijka.
Zdobyła brązowy medal w skoku w dal na igrzyskach Konferencji Pacyfiku w 1969. Na igrzyskach Brytyjskiej Wspólnoty Narodów w 1970 w Edynburgu zajęła w tej konkurencji 6. miejsce.
Zwyciężyła w skoku w dal na igrzyskach panamerykańskich w 1971 w Cali. Odpadła w kwalifikacjach na igrzyskach olimpijskich w 1972 w Monachium. Zdobyła brązowy medal w tej konkurencji na uniwersjadzie w 1973 w Moskwie.
Zdobyła srebrny medal na igrzyskach Brytyjskiej Wspólnoty Narodów w 1974 w Christchurch, przegrywając jedynie z Nigeryjką Modupe Oshikoyą. Była zgłoszona do startu w skoku w dal na igrzyskach panamerykańskich w 1974 w Meksyku, ale w nich nie wystąpiła.
Była mistrzynią Kanady w skoku w dal w 1969, 1972, 1973 i 1975. Zdobyła brązowe medale w mistrzostwach Wielkiej Brytanii (WAAA) w 1971 i 1974.
Dwukrotnie poprawiała rekord Kanady w skoku w dal do wyniku 6,48 m, uzyskanego 2 sierpnia 1973 w Moskwie. Był to najlepszy wynik w jej karierze.